# Sweetbox
Sweetbox är ett tyskt musikprojekt som grundades 1995 av de tyska musikproducenterna Heiko Schmidt och Roberto "Geo" Rosan med Kimberley Kearney och Dacia Bridges som sångerskor. Bandet slog igenom internationellt 1997 med hiten "Everything's Gonna Be Alright". Melodin bygger på Johann Sebastian Bach välkända stycke "Air" och sjungs av Tina Harris. På de senare albumen är det Jade Villalon som sjunger. Villalon och Roberto "Geo" Rosan hoppade av 2007 för att starta två sidoprojekt, det ena kallat Jade Valerie och det andra Eternity. I samband med Villalon och Rosans avhopp lades Sweetbox på is eftersom man saknade en sångare. 2009 tog de dock upp den igen med ett nytt album kallat The Next Generation, denna gång med Jamie Pineda som sångerska.

## Medlemmar
Nuvarande medlemmar
- Miho Fukuhara (japanska: 福原 美穂, Fukuhara Miho, född 19 juni, 1987 i Sapporo, Japan) (2013–)
- Login Price (2013–)

Tidigare medlemmar
- Kimberley Kearney (1995)
- Dacia Bridges (1995–1996)
- Tina Harris (1997–1999)
- Jade Villalon (2000–2007)
- Jamie Pineda (2009–2012)

Musikproducenter
- Heiko Schmidt (1995–)
- Roberto "Geo" Rosan (1995–2007)

## Diskografi
Studioalbum
- 1998 – Sweetbox (med Tina Harris)
- 2001 – Classified (första album med Jade Villalon som sångerska)
- 2002 – Jade
- 2004 – Adagio
- 2004 – After the Lights
- 2006 – Addicted
- 2009 – The Next Generation (första album med Jaime Pineda som sångerska)

Samlingar, live och remixalbum
- 2003 – Jade (Silver Edition)
- 2004 – 13 Chapters
- 2005 – Best of Sweetbox (även släppt som Greatest Hits)
- 2005 – Raw Treasures Volume 1
- 2006 – Live CD+DVD
- 2006 – Best of 12" Collection
- 2007 – Complete Best
- 2008 – Rare Tracks
- 2008 – Sweet Wedding Best
- 2008 – Sweet Reggae Remix
- 2008 – Sweet Perfect Box